# Кошлариу Ноу (Алба)
Кошлариу Ноу (рум. Coșlariu Nou) насеље је у Румунији у округу Алба у општини Тејуш. Oпштина се налази на надморској висини од 226 m.

## Становништво
Према подацима из 2002. године у насељу је живело 94 становника.

### Попис2002.
| Расподела становништва по националности 2002.‍ | Расподела становништва по националности 2002.‍ | Расподела становништва по националности 2002.‍ | Расподела становништва по националности 2002.‍ | Расподела становништва по националности 2002.‍ |
| --------------------------------------------- | --------------------------------------------- | --------------------------------------------- | --------------------------------------------- | --------------------------------------------- |
|                                               |                                               |                                               |                                               |                                               |
| Румуни                                        | Румуни                                        |                                               | 88                                            | 93,6%                                         |
| Мађари                                        | Мађари                                        |                                               | 6                                             | 6,4%                                          |